# Tokajsko vino
Mađarska reč „Tokaj“ (Tokaji) se koristi za kategorisanje vina koja su proizvedena u vinskom regionu Tokaj-Heđalja (Tokaj-Hegyalja) u Mađarskoj. Mali broj vina iz slovačkog vinskog regiona Tokaj takođe se kategoriše pod Tokaj vino (Tokajský/-á/-é na slovačkom).